# Брюстер Хопкінсон Шоу
Брюстер Хопкінсон Шоу (англ. Brewster Hopkinson Shaw; народ.1945) — астронавт НАСА. Здійснив три космічних польоти: один, як пілот на шатлі «Колумбія» — STS-9 (1983) та двічі як командир екіпажу на шатлі «Атлантіс» — STS-61-B (1985) і на шатлі «Колумбія» — STS-28 (1989), полковник Військово-повітряних сил США.

## Народження та освіта
Народився 16 травня 1945 року в місті Кесс-сіті, штат Мічиган. У 1963 році закінчив середню школу в Кесс-сіті. У 1968 році закінчив Університеті Вісконсину в Мадісоні і здобув ступінь бакалавра наук з теоретичної механіки У 1969 році там же здобув ступінь магістра наук з теоретичної механіки.

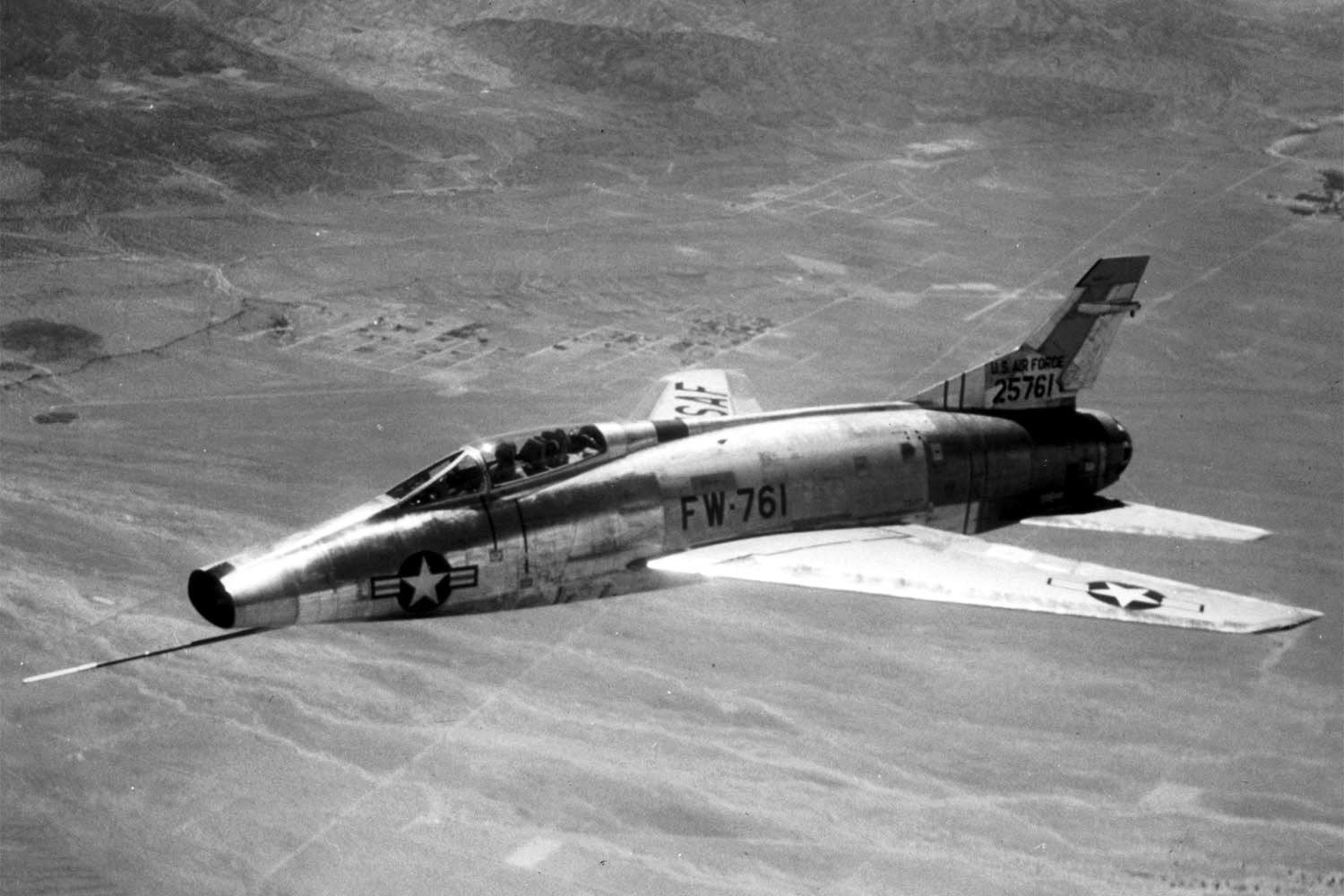
F-100 в польоті.

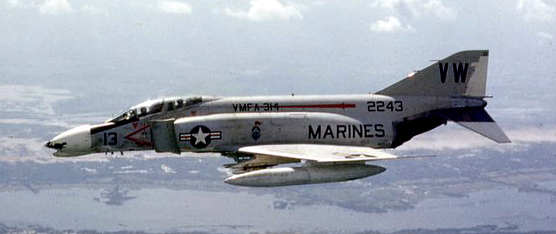
F-4 польоті.

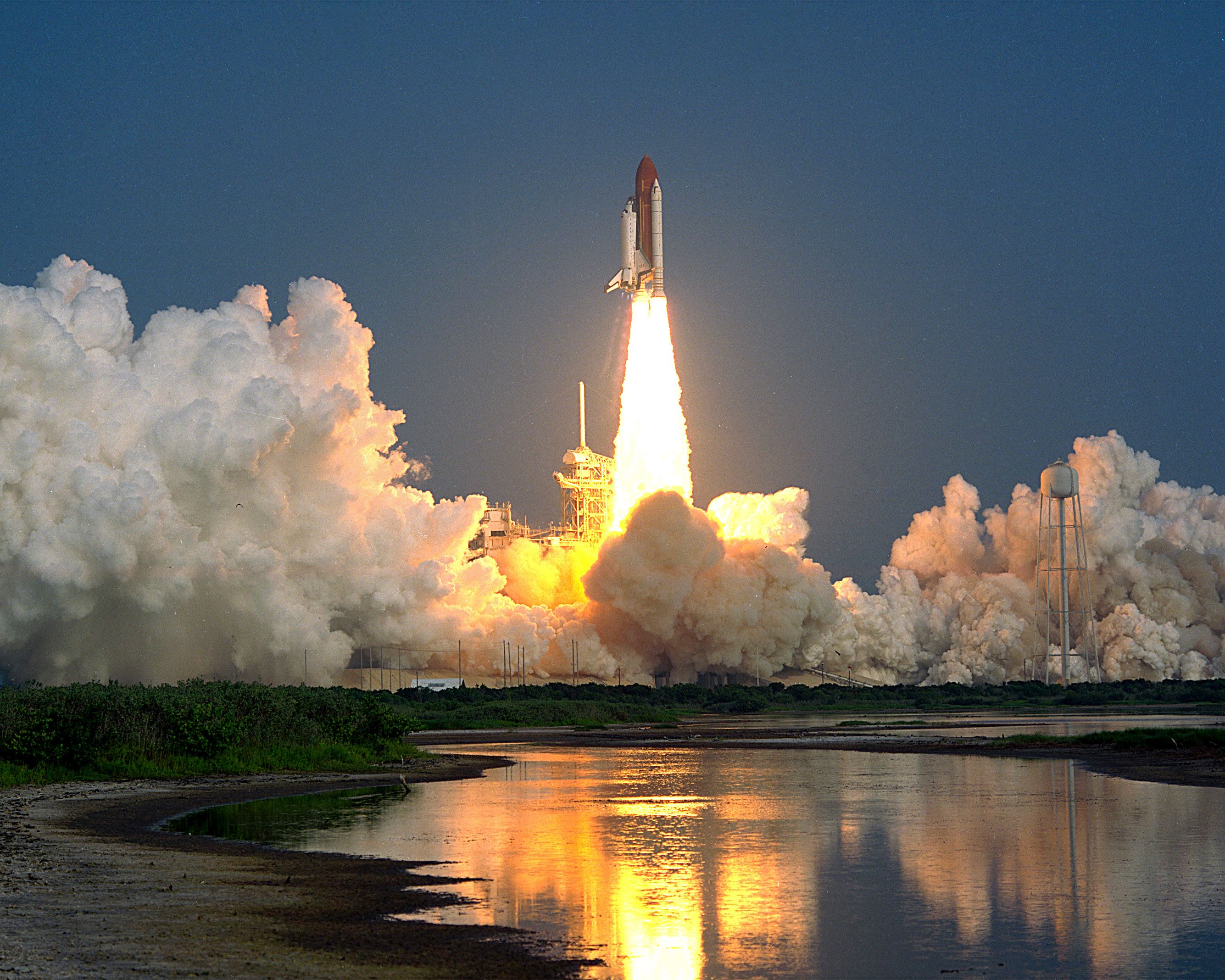
Старт польоти STS-28.

## Військова кар'єра
На службі в ВВС з 1969 року, пройшов навчання в Школі підготовки офіцерів і початкову льотну підготовку на базі ВПС Крейг в Алабамі. У 1970 році став військовим льотчиком і отримав призначення в частину підготовки пілотів F-100 на базі ВПС Лак в Аризоні. У березні 1971 року був призначений пілотом F-100 в 352-гу тактичну винищувальну ескадрилью, що базується на авіабазі Пхеньран під В'єтнамом, де служив до серпня 1971 року. Брав участь у бойових діях. Пройшов перепідготовку в США в частині підготовки пілотів F-4 на базі ВПС Джордж в Каліфорнії. Після цього був направлений на службу у 25-ту тактичну винищувальну ескадрилью, що базується на базі Королівських ВПС Таїланду Убон, де служив до квітня 1973 року як пілот «F-4». У загальній складності виконав 644 бойових вильотів (на F-4 і F-100). Повернувшись в США був пілотом-інструктором у 20-й тактичній винищувальній навчальній ескадрильї на базі ВПС Джордж в Каліфорнії. З липня 1975 по липень 1976 пройшов підготовку в Школі льотчиків-випробувачів ВПС США на базі ВПС Едвардс в Каліфорнії. З серпня 1976 по липень 1977 служив льотчиком-випробувачем в 6512-й випробувальної ескадрильї на базі ВПС Едвардс, а з серпня 1977 року і до зарахування в загін астронавт у НАСА був інструктором в Школі льотчиків-випробувачів. Загальний наліт становить понад 5000 годин на 30 типах літальних апаратів. Вийшов у відставку в 1996 році у званні полковник ВПС.

## Космічна підготовка
16 січня 1978 зарахований до загону астронавтів НАСА під час 8-го набору. Пройшов курс загальнокосмічної підготовки (ОКП) і в серпні 1979 року був зарахований до Відділу астронавтів як пілот. Входив до екіпажу підтримки і був оператором зв'язку з екіпажем на етапі посадки під час польотів STS-3 і STS-4. Входив до комісії з розслідування катастрофи шаттла «Челленджер» (STS-51-L). Був координатором робіт між Відділом астронавтів і Міністерством оборони з питань корисного навантаження військового призначення.

## Космічні польоти
- Перший політ — STS-9[3], шаттл «Колумбія». C 28 листопада по 8 грудня 1983 року як пілот шаттла. Тривалість польоту склала 10 діб 7:00 48 хвилин[4].
- Другий політ — STS-61B[5], шаттл «Атлантіс». З 27 листопада по 3 грудня 1985 року як командир екіпажу шаттла. Тривалість польоту склала 6 діб 21 год 6 хвилин[6].
- Третій політ — STS-28[7], шаттл «Колумбія». З 8 по 13 серпня 1989 року як командир екіпажу шаттла. Тривалість польоту склала 5 діб 1:00 1 хвилину[8].

Загальна тривалість польотів у космос — 22 дні 55 годин 5 хвилин. Пішов з загону астронавтів і з НАСА в 1996 році.

## Після польотів
З жовтня 1989 року працював заступником директора Відділу експлуатації шатлів, потім був заступником керівника програми «Спейс Шаттл», а потім став директором Відділу експлуатації шатлів. З лютого по грудень 1996 року працював в корпорації «Rockwell International». З грудня 1996 року працював директором Відділу основних програм в «Boeing Space and Defense Group», потім став віцепрезидентом і керівником програми створення системи електроживлення для МКС в «Rocketdyne Propulsion and Power». Потім працював керівником програми створення модулів і підсистем МКС. Працював віцепрезидентом і директором-розпорядником всієї програми МКС в корпорації Boeing, здійснював координацію дій субпідрядників корпорації з питань МКС. Потім працював у тій же посаді, але вже в «NASA Systems Integrated Defense Systems». У травні 2003 року був призначений на посаду головного операційного директора корпорації «United Space Alliance — USA». Влітку 2003 року був призначений на посаду головного операційного директора корпорації «United Space Al». У січні 2006 року був призначений віцепрезидентом і генеральним менеджером підрозділу компанії Boeing Company з систем, які розробляються для NASA (нині — підрозділ «Space Exploration»).

## Нагороди
Нагороджений: Медаль «За бездоганну службу» (США), Хрест льотних заслуг (США), Медаль «За похвальну службу» (США), тричі — Медаль «За космічний політ » (1983, 1985 і 1989) і багато інших, в тому числі за бойові вильоти у В'єтнамі, його ім'я внесено до Зали слави астронавтів.

## Сім'я
Дружина — Кетлін Енн Мюллер. Син — Брустер Хоркінсон 3-й (нар. 06.08.1970), дочка — Джессіка Холліс (нар. 03.02.1975), син — Брендон Роберт (нар. 15.08.1976). Захоплення: польоти, біг, лижі, плавання під вітрилами, мисливство та автотуризм.

## Джерело
- Офіційна біографія НАСА [Архівовано 23 листопада 2013 у Wayback Machine.](англ.)